# Ното (полуостров)
Ното (на японски: 能登半島, Noto-hantō) е полуостров в северозападната част на остров Хоншу, вдаващ се 125 km на север в Японско море и заграждащ от запад и северозапад залива Тояма. Има форма на буква Г с ширина от 30 до 50 km. На североизток завършва с нос Рокуто. Западните и северните му брегове са почти праволинейни, докато източните са силно разчленени от няколко по-малки заливи (най-голям е Нанао, в който е разположен остров Ното – 46,78 km²), съставни части на големия залив Тояма. Релефът му е хълмист с максимална височина връх Ходацу (567 m). Хълмистите части са обрасли с широколистни гори, а долините на реките и равнинните участъци са заети от оризови насаждения. Населението е концентрирано предимно по крайбрежието, като най-големите селища и пристанища са градовете Хакуи, Вадзима, Судзу, Ното, Нанао, Хими.